# 卓永財
卓永財（1942年11月—），生於台灣新竹縣竹北市，企業家，為上銀科技與大銀微系統創辦人與董事長，現任台灣區工具機暨零組件工業同業公會名譽理事長。

## 生平
卓永財是新竹縣客家人，出身竹北市六家地區佃農家庭，是家裡十個兄弟姊妹的老么，家境貧窮，大哥還被日軍徵召到菲律賓當軍伕。
卓永財畢業於淡江大學會計系，之後攻讀舊金山大學管理學碩士；之後進入交通銀行工作，最高職位為主任秘書。
1983年，交通銀行總經理賈斯葆請當時擔任主任秘書的卓永財去輔導財務陷入危機的台灣最大螺帽廠三星五金。卓永財在三星五金駐廠一年，完成重整任務：三星五金僅雇用四分之一的員工，產量就達到過去的三倍。
1985年，卓永財離開交通銀行，自行成立管理顧問公司。卓永財以新台幣二千多萬元收購了做滾珠螺桿的何豐精密，進入精密工業。
受限於何豐精密在建廠時就存在的問題，何豐精密產能一直無法擴大。1989年，卓永財帶著何豐精密的老師傅創辦上銀科技。1993年，上銀科技併購德國滾珠螺桿廠Holzer公司。
1997年，卓永財創辦大銀微系統。

## 軼事
卓永財曾在Yahoo!奇摩知識+使用化名「猛男一號」，與網友討論機械業，鼓勵女學生報考大專機械相關科系。
2017年蔡英文政府修改勞基法，實施一例一休，卓永財批評這制度讓周日加班要發3倍薪水、還要補休，工具機上游零組件廠因擔心被檢舉或被勞動檢查而不敢加班，下游廠因拿不到上游零組件而無法生產，影響經濟發展。
卓永財熱心鄉里，曾捐助六家國小，興建圖書館，以紀念其兄長卓永統。

## 荣誉
- 三等景星勋章（2016年5月16日批准[4]）

## 著作
《外匯實務》。